# Focke-Wulf S 1
Die Focke-Wulf S 1 war ein Schulflugzeug des deutschen Herstellers Focke-Wulf.

## Geschichte
Die Focke-Wulf S 1 entstand im Jahr 1925 als direktes Nachfolgemodell der Focke-Wulf A 7. 1926 wurde sie zur S 1a, von der fünf Stück gebaut wurden, und später zur Focke-Wulf S 2 weiterentwickelt, die identische Abmessungen aufwiesen, wobei jedoch bei der S 2 die Tragfläche nun an Streben über den Köpfen der Piloten angeordnet war. Die S 2 hatte am 30. November 1927 mit Pilot Edzard an Bord ihren Erstflug. Wirtschaftlicher Erfolg war den Maschinen nicht beschieden, was auf die schlechte Bodensicht aus dem Cockpit und die starke Konkurrenz von Klemm und Raab-Katzenstein zurückzuführen war.
Am 6. Februar 1927 landete Willi Steinkrauß mit der S 1 mit dem Kennzeichen D–790 als Erster im Winter auf dem tief verschneiten Brocken.

## Konstruktion
Die S 1 war ein Schulterdecker in Holzbauweise ohne Streben und Spannturm mit Zanonia-Tragfläche. Die Sitze waren im Schwerpunkt nebeneinander angeordnet. Als Antrieb kam bei der S 1a ein 63 kW starker Sternmotor Siemens & Halske Sh 5 zum Einsatz, ein als S 1b bezeichnetes Exemplar erhielt einen Junkers L 1a mit ebenfalls 63 kW. Bei der S 2 wurde ein Sh 11 mit 60 kW Leistung verwendet, was die Reisegeschwindigkeit der S 2 auf 135 km/h erhöhte.

## Technische Daten
| Kenngröße                 | Daten (S 1)                                           | Daten (S 1a)                            | Daten (S 1b)                   |
| ------------------------- | ----------------------------------------------------- | --------------------------------------- | ------------------------------ |
| Besatzung                 | 1                                                     | 1                                       | 1                              |
| Passagiere                | 1                                                     | 1                                       | 1                              |
| Länge                     | 8,10 m                                                | 8,10 m                                  | 8,10 m                         |
| Spannweite                | 12,0 m                                                | 12,0 m                                  | 12,0 m                         |
| Höhe                      | 2,30 m                                                | 2,30 m                                  | 2,30 m                         |
| Flügelfläche              | 22 m²                                                 | 22 m²                                   | 22 m²                          |
| Flügelstreckung           | 6,5                                                   | 6,5                                     | 6,5                            |
| Flächenbelastung          | 30 kg/m²                                              |                                         | 32 kg/m²                       |
| Leistungsbelastung        | 12 kg/PS                                              |                                         | 9 kg/PS                        |
| Rüstmasse                 | 470 kg                                                | 510 kg                                  | 510 kg                         |
| Startmasse                | 670 kg                                                | 740 kg                                  | 740 kg                         |
| Kraftstoffmasse           | 50 kg                                                 |                                         | 70 kg                          |
| Triebwerk                 | Siemens & Halske Sh 10 mit 70 PS (51 kW), später Sh 4 | Siemens & Halske Sh 5 mit 85 PS (63 kW) | Junkers L 1a mit 85 PS (63 kW) |
| Höchstgeschwindigkeit     | 130 km/h                                              | 140 km/h                                | 140 km/h                       |
| Reisegeschwindigkeit      | 120 km/h                                              |                                         | 135 km/h                       |
| Landegeschwindigkeit      | 50 km/h                                               | 55 km/h                                 | 55 km/h                        |
| Steigzeit auf 1000 m Höhe | 12 min                                                | 10 min                                  | 10 min                         |
| Dienstgipfelhöhe          | 3000 m                                                | 3500 m                                  | 3600 m                         |
| Reichweite                |                                                       | 350 km                                  |                                |
| Startrollstrecke          | 125 m                                                 | 125 m                                   | 125 m                          |